# Geografia do Zimbabwe

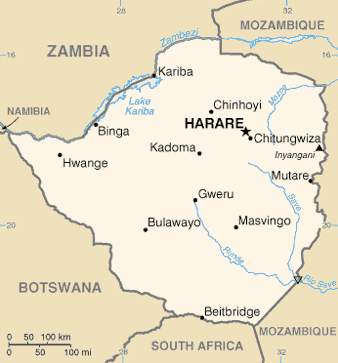
Mapa do Zimbábue

O território do Zimbabwe é constituído por uma região planáltica coberta de savanas, sendo a altitude máxima de 2592 m no Monte Nyangani, a leste do país, próximo à fronteira com Moçambique. O solo é muito fértil, propício à agro-pecuária. A criação de gado bovino e a cultura do tabaco constituem a principal riqueza económica. O subsolo guarda ouro, amianto, carvão e crômio. Ficam em seu território a grande barragem de Kariba e as famosas Quedas de Vitória.